# Circus Rondau
Circus Rondau is een Vlaamse jeugdreeks uit 1977 van de BRT.  De serie gaat over een misdaadverhaal dat zich afspeelt in het circusmilieu.

## Verhaal
Silvia Rondau is een jonge secretaresse die na het plotse overlijden van haar oom Leo, een circusdirecteur, de leiding van het circus overneemt. Daarnaast ontfermt ze zich ook over het weesjongetje Jo. In het circus krijgt zij af te rekenen met diverse problemen: zo vliegt de circustent in brand en verlaten meerdere artiesten het circus. Maar bovenal kampt het circus met een chronisch geldgebrek. En dan is er ook nog een geheimzinnige zaak van valsmunterij. Gelukkig kan ze rekenen op de steun van meneer Morris, haar vroegere werkgever.

## Rolverdeling

### Hoofdrollen
- Rosemarie Bergmans - Silvia Rondau
- Leo Beyers - Meneer Morris
- Ann Petersen - Zulma
- Ivo Pauwels - Lukas de clown
- Frank Vuga - Jo
- Joris Van den Eynde - Stalknecht Paul
- Marc Bober - Stefan

### Overige rollen
- Dolf de Winter
- An Nelissen
- Petrus Vanholm
- Manu Verreth
- René Verreth
- Ria Verschaeren
- Nolle Versyp
- Mandus de Vos
- Arnold Willems

## Afleveringen
1. Silvia kiest
2. Jo
3. Stefan
4. Een harde slag
5. De clown
6. Seppe
7. Dakloos
8. Gaan en komen
9. In het ziekenhuis
10. Een uitdaging
11. Een verrassing
12. De vreemdeling
13. Het circus gaat verder

## Trivia
- Voor de opnames van deze serie werd beroep gedaan op het Circus Rose-Marie Malter.[1]
- Door het spektakel en de vele circusattracties ging het verhaal ietwat verloren, waardoor de serie geen topper werd bij de kijkers.[2][3]
- De serie werd in 1983 heruitgezonden[4] maar is nooit op dvd verschenen. Alle afleveringen zijn bewaard in het archief van de VRT.[5]

## Boeken
- Louis DE GROOF, Circus Rondau, Standaard Uitgeverij, 1977. ISBN 90-02-13548-3